# セラパラン空港
セラパラン空港 （セラパランくうこう、インドネシア語: Bandar Udara Selaparang, 英語: Selaparang Airport）は、インドネシア共和国西ヌサ・トゥンガラ州マタラムにある空港である。
2011年10月1日にロンボク国際空港が開港し、同時に民間定期便の運航は終了した。2014年4月7日、操縦士養成学校、MICEのために運営が再開され、 Bali International Flight Academy, en:Lombok Institute of Flight Technologyなどが利用している。